# Chiniquodon
Chiniquodon és un gènere extint de sinàpsids de la família dels chiniquodòntids que visqueren a Àfrica i Sud-amèrica entre el Triàsic mitjà i el Triàsic superior. Se n'han trobat restes fòssils a l'Argentina, el Brasil, Madagascar i Namíbia. El nom genèric Chiniquodon significa ‘dent de Chiniquá’ en llatí.
Era un parent proper del gènere Aleodon i dels avantpassats directes dels mamífers.
Coexistí amb els primers dinosaures. Com que ocupaven un nínxol ecològic semblant, els teràpsids caçadors grossos, com Chiniquodon, es podrien haver vist arraconats pels dinosaures.

## Taxonomia
L'espècie tipus, C. theotonicus, prové de la formació Santa Maria (Brasil) i la formació del Chañares, a la conca d'Ischigualasto-Villa Unión (nord-oest de l'Argentina). És conegut a partir d'una sèrie de cranis. L'holotip forma part de la col·lecció paleontològica de la Universitat de Tübingen (Alemanya).
C. sanjuanensis prové del membre Cancha de Bochas de la formació d'Ischigualasto, a la conca d'Ischigualasto-Villa Unión (nord-oest de l'Argentina). Originalment fou assignat al gènere Probelesodon, però el 2002 fou reclassificat en aquest altre. Es diferencia de C. theotonicus per les dents i la forma de l'apòfisi zigomàtica.

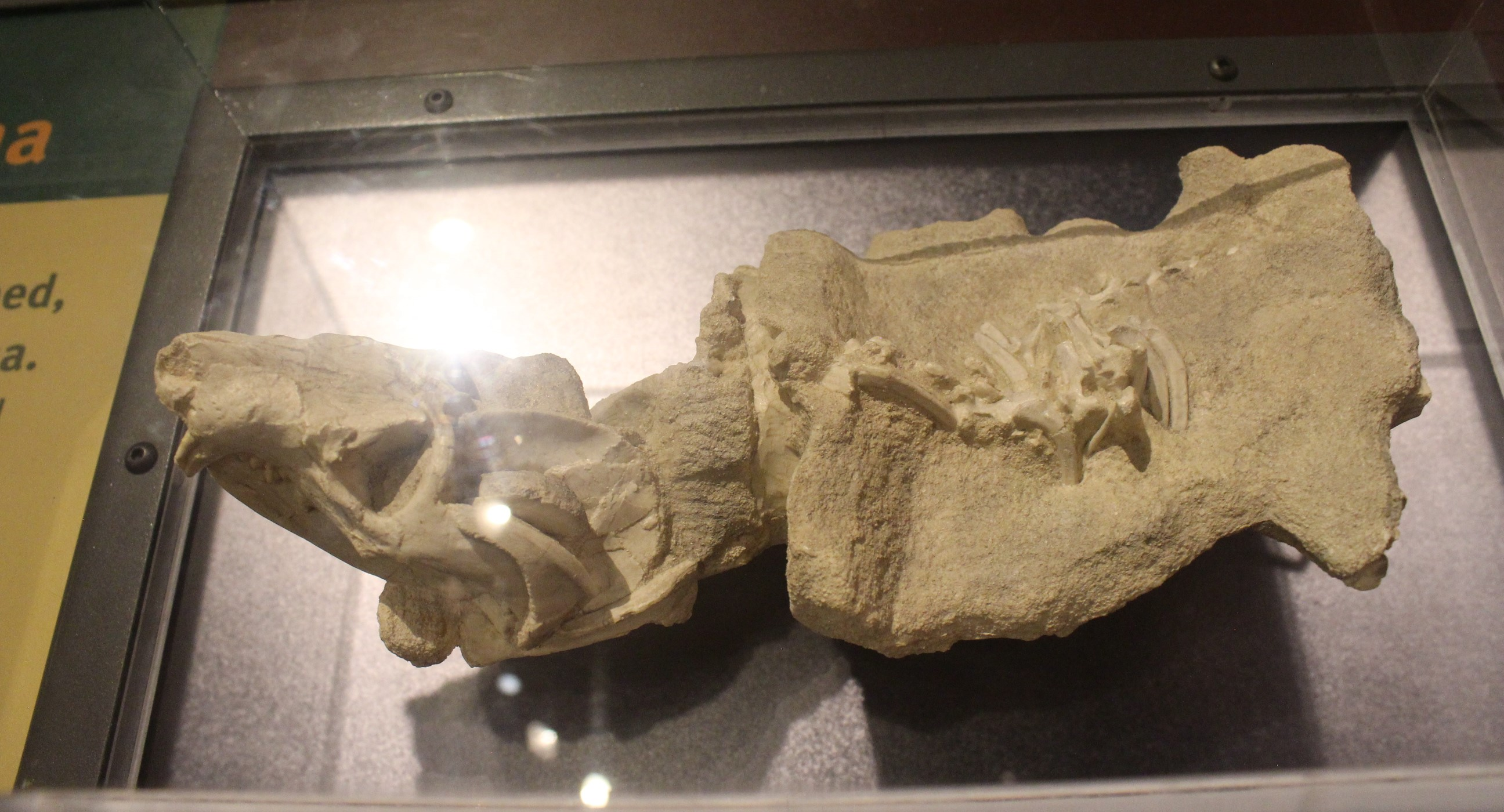
Fòssil (FMNH PR 4793) de C. kalanoro al Museu Field d'Història Natural

C. kalanoro prové de la formació Isalo II (Madagascar). És conegut a partir d'un maxil·lar inferior (holotip UA 10607).
C. omaruruensis prové de la formació d'Omingonde (Namíbia). És conegut a partir d'un sol espècimen (GSN F315), que consisteix en un crani complet i parts de l'esquelet postcranial.